# Фэн Цзыкай
Фэн Цзыка́й (кит. трад. 豐子愷, упр. 丰子恺, пиньинь Fēng Zǐkǎi, 9 ноября 1898 — 5 сентября 1975) — китайский художник, писатель, педагог.

## Биография
Фэн Цзыкай родился в 1898 году в уезде Шимэнь Цзясинской управы (сейчас эти места находятся на территории городского уезда Тунсян городского округа Цзясин) провинции Чжэцзян. Был сыном китайского предпринимателя Фэн Хуана, который держал мастерскую по покраске тканей. В юности стал интересоваться живописью и музыкой.  Научился рисовать, перерисовывая картинки из художественных книг.  В детстве любил лепить фигурки из пластилина. Зная о его увлечении, молодые люди просили Фэна за небольшую плату нарисовать их портреты.
Учился живописи у Ли Шутуня. В 1918 году написал свои первые стихи.
В 1919 году окончил Ханчжоускую среднюю школу. Его мечтой было получить образование за рубежом. Женившись, продал свое имение и в 1921 году отправился на учебу в Японию. В 1922 году он вернулся в Китай. Здесь, В Шанхае,  он стал работать учителем живописи и музыки. В 1924 году начинает сотрудничать с местными журналами, для которых рисовал иллюстрации, сопровождавшие статьи. В 1925 году ему выделили в журналах  специальный раздел для размещения картинок-комиксов. Его рисунки пользовались успехом у читателей, уставших от созерцания традиционной живописи. В 1926 году он становится редактором Кайминского издательского дома. В 1927 году, на фоне происшедших несчастий (репрессии Чан Кайши, смерть матери и троих его детей)  художник проходит через моральный кризис. В это время он нарисовал портрет "Старика тридцати лет" и картину "Осень". Художник проявил интерес к буддизму. В религии его больше интересуют не ее внешняя сторона и ритуалы, а ее  В этот момент он обратился в буддизм перед своим духовным учителем Hongyi. Он не имеет ни малейшего желания стать монахом,  философия. В своём эссе "Будда не помогает" он выступает против использования религии ради корысти.
С началом китайско-японской войны в 1938 году переезжает в Чунцин, где продолжал изучать живопись и музыку.
В 1945 году переезжает в Ханчжоу. В 1949 году устраивает свою первую персональную выставку. Впоследствии вновь переезжает в Шанхай. В 1960 году избирается деканом Шанхайской академии искусств.
С началом в 1966 году Культурной революции был лишен своих должностей, пострадал от издевательств и унижения со стороны властей, однако продолжал заниматься искусством. Фэн Цзыкая обвинили в наличии у него буржуазных идей в музыке и литературе и направили работать на ферму в деревне, где он заболевает. В 1973 году власти отпускают его домой. Фэн Цзыкай переселяется жить в Ханчжоу, где и умер от рака легких 15 сентября 1975 года.

## Творчество
Фэн Цзыкай занимался творчеством в разных областях искусства, в том числе в литературе, живописи, музыки, каллиграфии. Его самыми известными сборниками эссе является «Сборник Юань-Юань» (緣緣堂隨筆), «Юань Юань Танцайби» (緣緣堂再筆), Чесянь Шеху (車廂社會), Шуай Чжэнцзэ(率真集) . Является автором сборника карикатур, детских мультфильмов (兒童漫畫). Является пионером китайского искусства комиксов.
Занимался переводами произведений с русского и японского языков. Перевел на китайский язык произведения: «Дневник Хантера», «Повесть о Гэндзи» (源氏物語), антологию Нацумэ Сосэки, повестm Дневник охотника (獵人筆記) И. Тургенева и др.
В живописи специализировался на изображениях бытовых сцен простых людей. В его картинах на первом плане обычно были изображены природа, деревья, городские здания. Известны его картины: «Подъем на гору», «Прятки», «Созерцание водопада».

## Память
В Китае учреждена издательская премия, названная в честь художника Фэн Цзыкая. Целью премии является помощь издательствам в издании и оформлении оригинальных и качественных китайских детских книг с картинками. Премия присуждается один раз в два года.